# Colombier (Dordonha)
Colombier é uma comuna francesa na região administrativa da Nova Aquitânia, no departamento de Dordonha. Estende-se por uma área de 7,03 km². Em 2010 a comuna tinha 275 habitantes (densidade: 39,1 hab./km²).